# Eurata julia
Eurata julia là một loài bướm đêm thuộc phân họ Arctiinae, họ Erebidae.